# Bryodemacris
Bryodemacris is een geslacht van rechtvleugeligen uit de familie veldsprinkhanen (Acrididae). De wetenschappelijke naam van dit geslacht is voor het eerst geldig gepubliceerd in 1998 door Benediktov.

## Soorten
Het geslacht Bryodemacris  is monotypisch en omvat slechts de volgende soort:
- Bryodemacris uvarovi (Bey-Bienko, 1930)